# Blason de la Guyenne

Blason du duché d'Aquitaine.

Les armes de l'ancienne province française de la Guyenne se blasonnent ainsi : De gueules (fond rouge) à un léopard (un lion qui a la tête de face) d'or (jaune), armé (avec les griffes) et lampassé (la langue) d'azur (bleu).

## Les proto-armoiries du lion rouge de Gascogne

Possible blason originel des comtes de Poitou et ducs d'Aquitaine.

Blason de la Nouvelle-Aquitaine.

Il est supposé que les proto-armoiries des ducs d’Aquitaine, emblèmes antérieurs à l’héraldique apparue dans les années 1130, étaient un lion rouge debout sur fond blanc. En effet, cet emblème aurait d’abord été employé par les ducs-comtes de Gascogne puis diffusé auprès des branches cadettes de la famille de ces ducs et auprès de leurs représentants locaux, les vicomtes. Une diffusion ultérieure concernerait les vassaux de ces derniers (par exemple, les seigneurs d’Espelette, de Gayrosse etc.). On retrouve ce lion dans les armoiries de la commune de Poitiers, celles de Châtellerault, ou dans celles des localités d’Espelette et d’Ustaritz ainsi que dans les armoiries médiévales de la Cité de Limoges.
Son adoption par les ducs d’Aquitaine-comtes de Poitou provient vraisemblablement d’un besoin de légitimation du duc Guillaume VIII qui, sans droits héréditaires, s’est emparé par la force de la Gascogne sur le comte de Gascogne et d’Armagnac Bernard Tumapaler. 
Ce lion rouge a par la suite été employé par Raymond de Poitiers, oncle paternel d’Aliénor d’Aquitaine, par Richard Cœur de Lion qui fut duc d’Aquitaine et comte de Poitou pendant 30 ans (1169-1199), par le neveu de ce dernier Richard de Cornouailles, prétendant au comté de Poitou à partir de 1225, puis par les rois de Chypre, descendants directs des ducs d’Aquitaine-comtes de Poitou. 
Le lion rouge sur fond blanc est le seul emblème historique correspondant au futur territoire de la région Nouvelle-Aquitaine et il est à noter que le conseil régional a adopté en 2016 un blason s'en inspirant,,.

## Des trois lions de Richard Cœur de Lion au léopard de Guyenne
À la suite de Richard Cœur de Lion qui les porta à la fin de sa vie en 1198-1199, les rois d'Angleterre ont adopté les armoiries aux trois lions passants ou léopards portées qui étaient inspirées par celles de son père Henri II Plantagenêt. Elles continuèrent à être utilisées par tous ses successeurs sur le trône d’Angleterre. Les rois d'Angleterre n'ont pas utilisé d'armoiries distinctes pour le duché d’Aquitaine (ou de Guyenne) pendant toute la période d’union anglo-gasconne (1154-1453) : les armoiries aux trois léopards constituaient celles de la couronne d’Angleterre à laquelle était incorporée l’Aquitaine. 
Les rois de France ont inventé dans les années 1370 les armoiries du duché de Guyenne au léopard unique : elles étaient inspirées directement des armoiries des rois d’Angleterre, dans le but de placer symboliquement le duché dans le système politique français. Les armoiries du duché de Guyenne (ou d’Aquitaine) font systématiquement partie de la série des armoiries des pairs de France présents au sacre des rois de France. 
Le seul duc d’Aquitaine (ou de Guyenne) qui a porté effectivement les armoiries au léopard unique fut Charles de France, duc de Guyenne (ou d’Aquitaine) de 1469 à 1472. Les armoiries de la Guyenne au léopard seront utilisées jusqu’à la Révolution française pour symboliser cette province et son gouvernement militaire jusqu'à la fin de l'Ancien Régime.